# Mistrovství světa v judu 1985 – muži – superlehká váha (-60kg)
Zápasy v judu na XIII. mistrovství světa v kategorii superlehkých vah mužů proběhly v Soulu, 29. září 1985.

## Finále
| Finále          |                 |
| --------------- | --------------- |
| Peter Jupke     | Šindži Hosokawa |
| Šindži Hosokawa | Šindži Hosokawa |

## Opravy / O bronz
Do oprav se dostali judisté, kteří během turnaje prohráli svůj zápas s jedním ze dvou finalistů.
| opravy    | opravy            | o bronz         |                 |
| --------- | ----------------- | --------------- | --------------- |
| volný los | Ibrahim           | Pavel Botev     | Chazret Tleceri |
| volný los | Ibrahim           | Pavel Botev     | Chazret Tleceri |
|           | Pavel Botev       | Pavel Botev     | Chazret Tleceri |
|           |                   | Chazret Tleceri | Chazret Tleceri |
| volný los | Sergio Pessoa st. | Pak Čchol-han   | Tamás Bujkó     |
| volný los | Sergio Pessoa st. | Pak Čchol-han   | Tamás Bujkó     |
|           | Pak Čchol-han     | Pak Čchol-han   | Tamás Bujkó     |
|           |                   | Tamás Bujkó     | Tamás Bujkó     |

## Pavouk
|   | 1/32                    | 1/16              | čtvrtfinále       | semifinále      | finále          |
| - | ----------------------- | ----------------- | ----------------- | --------------- | --------------- |
| A | Patrick Roux            | Chazret Tleceri   | Chazret Tleceri   | Chazret Tleceri | Peter Jupke     |
| A | Chazret Tleceri         | Chazret Tleceri   | Chazret Tleceri   | Chazret Tleceri | Peter Jupke     |
| A | Phil Takahashi          | Phil Takahashi    | Chazret Tleceri   | Chazret Tleceri | Peter Jupke     |
| A | Nang Wai Wang           | Phil Takahashi    | Chazret Tleceri   | Chazret Tleceri | Peter Jupke     |
| A | Raffaele Rennella       | Raffaele Rennella | Raffaele Rennella | Chazret Tleceri | Peter Jupke     |
| A | Serge Noble             | Raffaele Rennella | Raffaele Rennella | Chazret Tleceri | Peter Jupke     |
| A | volný los               | Emil Smalarz      | Raffaele Rennella | Chazret Tleceri | Peter Jupke     |
| A | volný los               | Emil Smalarz      | Raffaele Rennella | Chazret Tleceri | Peter Jupke     |
| B | Pavel Botev             | Pavel Botev       | Pavel Botev       | Peter Jupke     | Peter Jupke     |
| B | Soon Ohn Tang           | Pavel Botev       | Pavel Botev       | Peter Jupke     | Peter Jupke     |
| B | volný los               | Ed Liddie         | Pavel Botev       | Peter Jupke     | Peter Jupke     |
| B | volný los               | Ed Liddie         | Pavel Botev       | Peter Jupke     | Peter Jupke     |
| B | Lee                     | Ibrahim           | Peter Jupke       | Peter Jupke     | Peter Jupke     |
| B | Ibrahim                 | Ibrahim           | Peter Jupke       | Peter Jupke     | Peter Jupke     |
| B | volný los               | Peter Jupke       | Peter Jupke       | Peter Jupke     | Peter Jupke     |
| B | volný los               | Peter Jupke       | Peter Jupke       | Peter Jupke     | Peter Jupke     |
| C | Carlos Sotillo          | Tamás Bujkó       | Tamás Bujkó       | Tamás Bujkó     | Šindži Hosokawa |
| C | Tamás Bujkó             | Tamás Bujkó       | Tamás Bujkó       | Tamás Bujkó     | Šindži Hosokawa |
| C | Edgardo Lupo            | Rafael González   | Tamás Bujkó       | Tamás Bujkó     | Šindži Hosokawa |
| C | Rafael González         | Rafael González   | Tamás Bujkó       | Tamás Bujkó     | Šindži Hosokawa |
| C | Josef Fidler            | Josef Fidler      | Neil Eckersley    | Tamás Bujkó     | Šindži Hosokawa |
| C | Jean-Pierre van Deursen | Josef Fidler      | Neil Eckersley    | Tamás Bujkó     | Šindži Hosokawa |
| C | volný los               | Neil Eckersley    | Neil Eckersley    | Tamás Bujkó     | Šindži Hosokawa |
| C | volný los               | Neil Eckersley    | Neil Eckersley    | Tamás Bujkó     | Šindži Hosokawa |
| D | Adrian Lockhart         | Pak Čchol-han     | Pak Čchol-han     | Šindži Hosokawa | Šindži Hosokawa |
| D | Pak Čchol-han           | Pak Čchol-han     | Pak Čchol-han     | Šindži Hosokawa | Šindži Hosokawa |
| D | volný los               | Kevin Hunter      | Pak Čchol-han     | Šindži Hosokawa | Šindži Hosokawa |
| D | volný los               | Kevin Hunter      | Pak Čchol-han     | Šindži Hosokawa | Šindži Hosokawa |
| D | Sergio Pessoa st.       | Sergio Pessoa st. | Šindži Hosokawa   | Šindži Hosokawa | Šindži Hosokawa |
| D | Pavel Petřikov st.      | Sergio Pessoa st. | Šindži Hosokawa   | Šindži Hosokawa | Šindži Hosokawa |
| D | volný los               | Šindži Hosokawa   | Šindži Hosokawa   | Šindži Hosokawa | Šindži Hosokawa |
| D | volný los               | Šindži Hosokawa   | Šindži Hosokawa   | Šindži Hosokawa | Šindži Hosokawa |